# Cabo Verde en los Juegos Paralímpicos de Río de Janeiro 2016
Cabo Verde estuvo representado en los Juegos Paralímpicos de Río de Janeiro 2016 por dos deportistas masculinos.

## Medallistas
El equipo paralímpico caboverdiano obtuvo las siguientes medallas:
| Nombre            | Deporte   | Evento              |
| ----------------- | --------- | ------------------- |
| Oro               |           |                     |
| —                 |           |                     |
| Plata             |           |                     |
| —                 |           |                     |
| Bronce            |           |                     |
| Gracelino Barbosa | Atletismo | 400 m T20 masculino |